# Puńsk
Puńsk (litauisch Punskas) ist ein Dorf in Polen mit mehr als 1300 Einwohnern und Hauptort der gleichnamigen Landgemeinde, die seit 2006 zweisprachig ist (Polnisch und Litauisch). Der Ort liegt 23 Kilometer nordöstlich von Suwałki an der Grenze zu Litauen und gehört dem Powiat Sejneński an.

## Geschichte

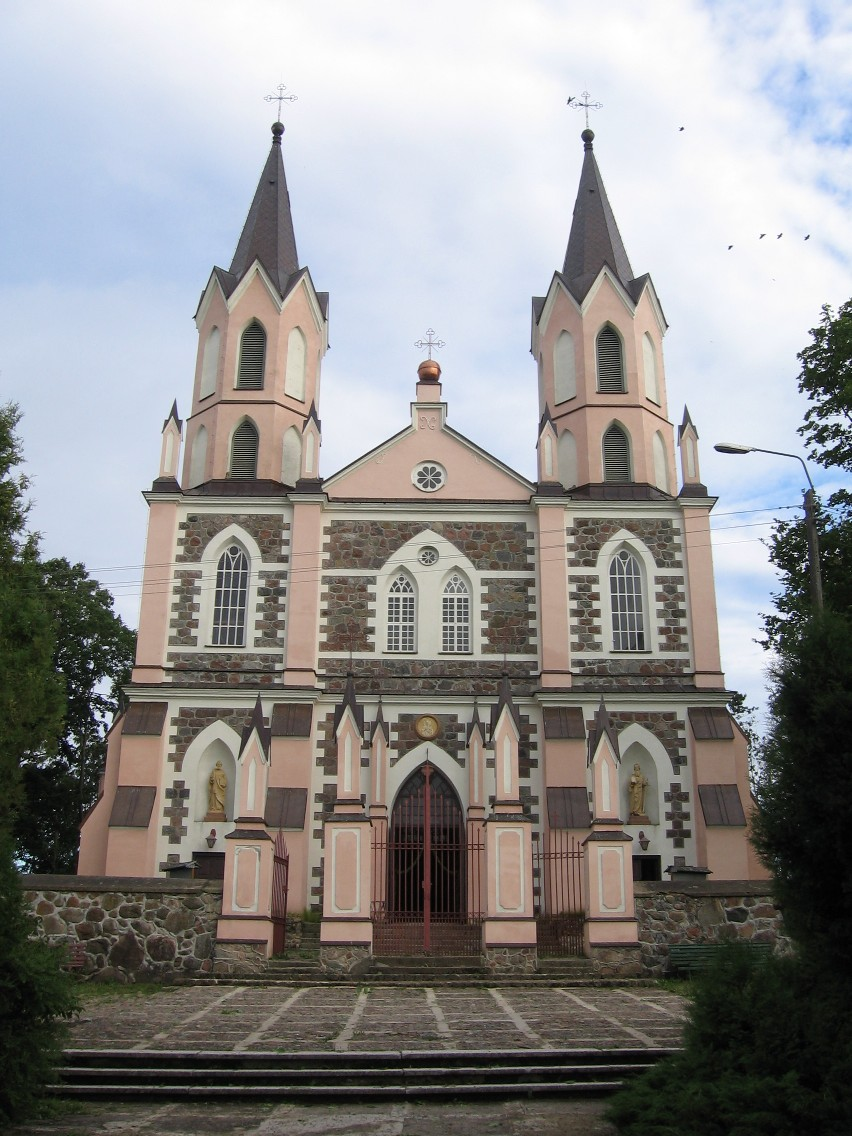
Pfarrkirche Mariä Himmelfahrt

Das Gebiet um Puńsk gehört zum historischen Sudauen und wurde von Jatwingern, einem westbaltischen Stamm, in der Nachbarschaft prussischer Stämme bewohnt. Im 13. Jahrhundert wurde das Gebiet vom Deutschritterorden erobert. Nachdem der Widerstand von Prußen und Jatwingern gebrochen war, wurden Teile der Bevölkerung ins Samland umgesiedelt (Sudauer Winkel). Bis ins 15. Jahrhundert war das Gebiet sehr dünn besiedelt und vorwiegend von Urwald bedeckt. Danach wanderten die Litauer ein und machten das Land urbar. Nach dem Zuzug von Slawen entstand auf dem westbaltischen Substrat die heutige slawischsprachige (polnisch-belarussische) Bevölkerung. Ein Teil der Jatwinger (vor allem im nördlichen Sudauen) akkulturierte sich an das Litauische.
1597 wurde in der Stadt Punsk eine Kirche mit Pfarrgemeinde von einem Polen gegründet. Bald darauf muss das Stadtrecht durch den litauischen König verliehen worden sein. Ab 1606 werden die Stadtbürger von Puńsk auch urkundlich erwähnt. Bis zur Dritten Teilung Polens 1795 verblieb Punskas im Verbund des Großlitauischen Fürstentums. 1852 verlor Punskas das Stadtrecht wieder. Im Ersten Weltkrieg sprachen sich die Bewohner 1917 für Litauen aus. 1920 wurde Puńsk aber Polen zugeteilt. Neben der vorwiegend jüdischen Bevölkerung, gab es auch deutsche Familien in der Stadt Puńsk und Umgebung bis zum Zweiten Weltkrieg.
Heute gehört Puńsk zum mehrheitlich von Litauern bewohnten Gebiet in Polen. Bei der letzten polnischen Volkszählung von 2002 bekannten sich 74,9 % der Gemeindebevölkerung zur litauischen Nationalität. Der Ort besitzt die einzige litauische Schule des Landes, ist seit 2006 offiziell zweisprachig und führte 2008 zweisprachige Ortsnamen ein. Ein vierzehntägliches Lokalblatt „Aušra“ erscheint. Die Stadt ist auch Zentrum der litauischen Volkskultur sowie des wirtschaftlichen Austausches der beiden Länder. Es gibt drei Museen, eines davon ist das Litauische Freilichtmuseum.

## Gemeinde
Die Landgemeinde (gmina wiejska) Puńsk / Punskas hat eine Fläche von 138,37 km².